# Toại Nhân
Toại Nhân (Chữ Hán: 燧人), hay Toại Nhân thị (燧人氏), là người sáng tạo ra lửa trong Thần thoại Trung Quốc cổ đại, có thuyết xưng ông là một trong Tam Hoàng Ngũ Đế. Theo Cao Đài từ điển, Toại là khoan gỗ lấy lửa, còn Nhân là người.
Việc tìm ra lửa là một phát minh vô cùng quan trọng, vì nó giúp con người nấu nướng thức ăn, khỏi phải ăn thịt sống như các loài cầm thú. Thông qua việc nấu nướng, con người có thể ăn những món ăn không có mùi tanh hôi.
Sách Hàn Phi tử - Ngũ Đố chép rằng: "Thời thượng cổ, dân ăn quả, củ, thịt sống nên bị đau bụng, bệnh tật rất nhiều. Có thánh nhân bổ củi để lấy lửa nấu chín thức ăn, dân ca ngợi tôn làm vua trong thiên hạ, hiệu là Toại Nhân thị".
Nhờ có Toại Nhân, loài người có lửa, không còn đứng ngang hàng với cầm thú như trước nữa.